# Diss Gacha
Diss Gacha, pseudonimo di Gabriele Pastero (Avigliana, 10 dicembre 2001), è un rapper italiano.

## Biografia
Nato ad Avigliana, in provincia di Torino, si è appassionato fin da piccolo alla musica hip hop e anche al basket, crescendo col mito di Francesco Totti e di conseguenza diventando tifoso della Roma. Dopo essersi diplomato all'ITIS "Altiero Spinelli" presso l'indirizzo informatico, Gabriele ha pubblicato il suo primo singolo nel 2020 dal titolo No Smoke. L'anno successivo, nel 2021, ha pubblicato il suo primo EP dal titolo Ballas, composto da cinque tracce.
Nel 2022, durante un viaggio ad Atlanta, in Georgia, Diss Gacha e il suo produttore discografico, "Sala", hanno collaborato con l'artista statunitense Lil Gotit con il quale rilasciano il singolo Lamborghini Narcos nel marzo 2022. Dopo la collaborazione, Diss Gacha ritorna in Italia dove ha pubblica i singoli Mh ah ah, 4mega shoo e Aka Dolce&Gabbana; grazie a quest'ultimo brano egli riceve l'attenzione del noto brand Dolce e Gabbana, con il quale ha iniziato una collaborazione stilistica. Il 28 aprile 2023 ha pubblicato il suo secondo EP, Cultura, composto da sette tracce e contenente collaborazioni con i rapper Nerissima Serpe e Tony Boy. Nell'EP è presente il brano Captato, che è stato certificato disco d'oro.
Il 31 maggio 2024 ha pubblicato il suo primo album in studio, Cultura italiana pt.1, un concept album (nel quale ha collaborato con il rapper statunitense Wiz Khalifa) a cui ha fatto seguito un secondo capitolo, nonché secondo album in studio di Diss Gacha, dal titolo Cultura italiana pt.2, pubblicato il 29 novembre dello stesso anno.
I due album concettuali sono stati recepiti in modo favorevole da critica e pubblico; con il noto quotidiano la Repubblica che afferma che «(Diss Gacha) ha fatto del lessico un marchio di creatività». Il 31 gennaio 2025 ha pubblicato Troppi un brano in collaborazione con il rapper italiano Astro.
Il 4 giugno pubblica Bronx Freestyle, un freestyle inizialmente pubblicato sul suo profilo Instagram in occasione del suo concerto del 30 aprile all'Alcatraz di Milano.

## Stile musicale
Capace di fondere gli stilemi tipici della musica americana con quelli dell'hip hop italiano, Diss Gacha ha ricevuto il plauso della critica specializzata grazie alla creazione di un nuovo stile trap, sia dal punto di vista musicale che lirico.
Egli ha talvolta collaborato con artisti di altri generi musicali, tra i quali l'urban pop ed il gospel.
Ha annoverato Wiz Khalifa come sua principale fonte d'ispirazione

## Discografia

### Album in studio
- 2024 – Cultura italiana pt.1
- 2024 – Cultura italiana pt.2

### EP
- 2021 – Ballas
- 2023 – Cultura

### Singoli
Come artista principale
- 2020 – No Smoke
- 2020 – Dum Dum
- 2021 – Riviste Gabbana
- 2021 – No Cops
- 2021 – Banda
- 2021 – Ballas RMX (feat. MamboLosco, Janga ODT)
- 2022 – Lamborghini Narcos (feat. Lil Gotit)
- 2022 – Mh Ah Ah
- 2022 – 4mega Shoo
- 2022 – Aka Dolce&Gabbana
- 2022 – Settembre
- 2022 – Rick Owens (feat. Drast)
- 2023 – Big Vroom Big Ah Ah
- 2023 – 200%
- 2023 – Pogo
- 2023 – Capo Moves
- 2023 – Ballas 2 (feat. MamboLosco)
- 2024 – +++!
- 2024 – Opera (feat. Rosa Chemical)
- 2024 – Per un BroBro (feat. Bresh)
- 2024 – Gacha
- 2025 – Troppi (feat. Astro)
- 2025 – Bronx Freestyle

Come artista ospite
- 2023 – No Gangsta (Yamba feat. Diss Gacha)
- 2023 – F**k the Club Up (Side Baby feat. Diss Gacha)
- 2025 – Speranza (22simba feat. Diss Gacha)
- 2025 – $waggy Rmx (SKT feat. Diss Gacha)

### Collaborazioni
- 2022 – Sara e Sabrina (Tredici Pietro e Lil Busso feat. Diss Gacha)
- 2023 – Lego (Dani Faiv feat. Diss Gacha)
- 2023 – Ultimo ballo (Vegas Jones feat. Diss Gacha)
- 2023 – Money Cash (Yung Snapp feat. Diss Gacha)
- 2024 – Senza fare pop (Niky Savage feat. Diss Gacha)
- 2025 – Trapper (Slings feat. Diss Gacha)